# Küstensicherungsverbände der Kriegsmarine
Die Küstensicherungsverbände der Kriegsmarine waren Marineverbände, welche im Mai 1940 bzw. im Februar 1941 bei drei Dienststellen von Kommandierenden Admirale eingerichtet wurden. Die Küstensicherungsverbände bestanden nur für den norwegischen Raum.
Im Frühjahr 1944 wurden die drei bestehenden Küstensicherungsverbände in sechs Küstensicherungsverbände (KSV) aufgeteilt. Hierfür wurden die Hafenschutzflottillen, welche den jeweiligen Seekommandanten unterstellt waren, in Vorpostenflottillen überführt und den neu entstandenen Küstensicherungsverbänden zugeschlagen. Die so entstandenen Küstensicherungsverbände wurden neben Minenräumschiffen, Vorposten-, Minensuch-, U-Bootsjagd- und Räumbootsflottillen zugeteilt.
Die Küstensicherungsverbände wurden größtenteils durch Reserveoffiziere geführt.

## Küstensicherungsverband Norwegische Polarküste
Der Verband wurde im Mai 1940 eingerichtet, unterstand für die Aufstellung dem Kommandant der Seeverteidigung Tromsö und kam nach der Aufstellung zum Admiral norwegische Polarküste. Das Einsatzgebiet lag in den Bereichen der Kommandanten der Seeverteidigung Narvik, Tromsø, Hammerfest (im März 1942 aus dem Kommandanten der Seeverteidigung Kirkenes und Tromsö ausgegliedert) und Kirkenes (im März 1941 aus dem Kommandanten der Seeverteidigung Tromsö ausgegliedert). Das Stabsquartier des Verband war ab September 1941 in Kirkenes. Das Führerboot war die Nordwind.
Der Küstensicherungsverband Norwegische Polarküste wurde im Juni 1944 in den 1. und 2. Küstensicherungsverband geteilt.

### Gliederung
- 59. Vorpostenflottille: im Februar 1941 aufgestellt und kam mit der Auflösung des Küstensicherungsverbands Norwegische Polarküste zum 3. Küstensicherungsverband[1]
- 61. Vorpostenflottille: im November 1940 aufgestellt, wurde durch den Verbandschef bis August 1941 kommandiert und kam mit der Auflösung des Küstensicherungsverbands Norwegische Polarküste zum 3. Küstensicherungsverband[1]

### Verbandschefs
- Korvettenkapitän d. R. Heinrich Behlen: von der Einrichtung bis März 1941
- Kapitänleutnant d. R./Korvettenkapitän d. R. Paul Thormöhlen: von März 1941 bis August 1941, zugleich Chef der 61. Vorpostenflottille
- Fregattenkapitän d. R. z. V./Kapitän zur See d. R. z. V. Paul Koslik: von September 1941 bis Mai 1944, anschließend bis September 1944 Chef des 1. Küstensicherungsverbands

## Küstensicherungsverband Norwegische Nordküste
Der Verband wurde im Februar 1941 eingerichtet und unterstand dem Admiral norwegische Nordküste. Das Einsatzgebiet lag in den Bereichen der Kommandanten der Seeverteidigung Molde, Drontheim und Sandnessjöen. Das Stabsquartier des Verband war auf dem Wohnschiff Westwärts (ex Staatsrat Lehmkuhl) in Drontheim.
Der Küstensicherungsverband Norwegische Nordküste wurde im Mai 1944 in den 3. und 4. Küstensicherungsverband geteilt.

### Gliederung
- 57. Vorpostenflottille: im November 1940 aufgestellt und kam mit der Auflösung des Küstensicherungsverbands Norwegische Polarküste zum 4. Küstensicherungsverband[1]
- 56. Minensuchflottille: im Juni 1940 aufgestellt[2]
- Minenräumschiff 4

### Verbandschefs
- Korvettenkapitän Alexander Magnus: von der Einrichtung bis Januar 1942, anschließend Chef des Stabes beim Admiral norwegische Nordküste
- Fregattenkapitän Karl Jeck: von März 1942 bis August 1943
- Kapitänleutnant d. R. Richard Zhernotta: als Chef der 57. Vorpostenflottille von August 1943 bis März 1944 mit der Wahrnehmung der Geschäfte beauftragt
- Fregattenkapitän Paul Morgenstern: von März 1944 bis Mai 1944, anschließend Chef des 4. Küstensicherungsverbands

## Küstensicherungsverband Norwegische Westküste
Der Verband wurde im Mai 1940 eingerichtet und unterstand dem Admiral norwegische Westküste. Das Einsatzgebiet lag in den Bereichen der Kommandanten der Seeverteidigung Oslo (dieser aber beim Admiral der norwegischen Südküste), Kristiansand-Süd, Stavanger und Bergen. Das Stabsquartier des Verband war auf dem Wohnschiff Tan (ex Polaris) in Bergen.
Der Küstensicherungsverband Norwegische Westküste wurde im Mai 1944 in den 5. und 6. Küstensicherungsverband geteilt.

### Gliederung
- 51. Vorpostenflottille: Ende 1940 aufgestellt, wurde bis Dezember 1942 durch den Verbandschef kommandiert und kam mit der Auflösung des Küstensicherungsverbands Norwegische Westküste zum 5. Küstensicherungsverband[1]
- 53. Vorpostenflottille: Ende 1940 aufgestellt, wurde bis Juli 1942 durch den Verbandschef kommandiert und kam mit der Auflösung des Küstensicherungsverbands Norwegische Westküste zum 5. Küstensicherungsverband[1]
- 55. Vorpostenflottille: Ende 1940 aufgestellt, wurde bis Juli 1942 durch den Verbandschef kommandiert und kam mit der Auflösung des Küstensicherungsverbands Norwegische Westküste zum 6. Küstensicherungsverband[1]
- 52. Minensuchflottille: Ende 1940 aufgestellt, wurde bis Oktober 1943 durch den Verbandschef kommandiert und Ende September 1944 aufgelöst[2]
- 54. Minensuchflottille: Ende 1940 aufgestellt, wurde durch den Verbandschef kommandiert und später durch den Chef der Hafenschutzflottille Bergen kommandiert[2]

### Verbandschefs
- Korvettenkapitän Hans Bartels: von der Einrichtung bis Dezember 1942
- Korvettenkapitän Karl Wolters: von Dezember 1942 bis September 1943
- Korvettenkapitän d. R. Hans-Joachim Tapolski: von September 1943 bis Mai 1944, anschließend Chef des 2. Küstensicherungsverbands

## 1. Küstensicherungsverband
Der 1. Küstensicherungsverband wurde im Juni 1944 aus dem Küstensicherungsverband Norwegische Polarküste aufgestellt und hatte sein Quartier in Kirkenes. Die Unterstellung erfolgte anfangs unter der Admiral norwegische Polarküste. Durch Störungen der Nachrichtenverbindung u. a. aufgrund von Nordlichtern wurde die militärische und taktische Unterstellung im September 1944 unter den Seekommandanten Kirkenes geändert, welcher aber mit dem deutschen Rückzug im Dezember 1944 aufgelöst wurde.
Am 9. April 1945 erging der Befehl den 1. Küstensicherungsverband in den Bereich Oslo zu verlegen, wobei dort alle Sicherungsstreitkräfte des Oslofjords unter dem 1. Küstensicherungsverband zusammengefasst wurden.

### Gliederung September 1944
- 61. Vorpostenflottille: vom Küstensicherungsverband Norwegische Polarküste und erst im Juni 1945 aufgelöst
- 67. Vorpostenflottille: im Juni 1944 aus der Hafenschutzflottille Kirkenes (vom Seekommandanten Kirkenes) und Narvik (vom Seekommandanten Narvik) aufgestellt
- 12. U-Bootsjagdflottille: vom Admiral der Norwegischen Polarküste
- 5. Minensuchflottille: vom Admiral der Norwegischen Polarküste
- 7. Räumbootsflottille: vom Admiral der Norwegischen Polarküste
- Kanonenboot K1
- Kanonenboot K3
- Minenräumschiff 3: vom Admiral der Norwegischen Polarküste
- Werkstattschiff Südmeer

### Verbandschefs
- Kapitän zur See d. R. z. V. Paul Koslik (vormals Chef des Küstensicherungsverbands Norwegische Polarküste): von Juni 1944 bis September 1944
- Korvettenkapitän d. R./Fregattenkapitän d. R. Hans-Otto Philipp: von Oktober 1944 bis Februar 1945, anschließend Chef des 6. Küstensicherungsverbands
- Korvettenkapitän d. R. August Kramer: als Chef der 61. Vorpostenflottille ab November 1944 mit der Führung beauftragt; von Februar 1945 bis Kriegsende

## 2. Küstensicherungsverband
Der 2. Küstensicherungsverband wurde im Juni 1944 aus dem Küstensicherungsverband Norwegische Polarküste aufgestellt und hatte sein Quartier in Tromsö.
Mit dem Abzug des 1. Küstensicherungsverbands Anfang April 1945 wurden die im Polar-Bereich verbliebenen Sicherungsstreitkräfte dem 2. Küstensicherungsverband unterstellt.

### Gliederung
- 63. Vorpostenflottille: im Mai 1944 aus der Hafenschutzflottille Narvik (vom Kommandant der Seeverteidigung Narvik) aufgestellt
- 65. Vorpostenflottille: im Mai 1944 aus der Hafenschutzflottille Hammerfest (vom Seekommandanten Hammerfest) und Tromsö (vom Seekommandanten Tromsö) aufgestellt
- 9. Minensuchflottille: vom Admiral der Norwegischen Polarküste
- 22. Minensuchflottille: von der 1. Sicherungs-Division und nach dem Krieg Einsatz in der 3. Minenräumdivision des Deutschen Minenräumdienstes
- Minenräumschiff 25: vom Admiral der Norwegischen Westküste
- Minenräumschiff 26

### Verbandschef
- Korvettenkapitän d. R. Hans-Joachim Tapolski (vormals Chef des Küstensicherungsverbands Norwegische Westküste)

## 3. Küstensicherungsverband
Der 3. Küstensicherungsverband wurde im Mai 1944 aus dem Küstensicherungsverband Norwegische Nordküste aufgestellt und hatte sein Quartier in Rørvig. Die Unterstellung erfolgte unter den Admiral Norwegische Nordküste.

### Gliederung
- 59. Vorpostenflottille: vom Küstensicherungsverband Norwegische Polarküste
- 66. Vorpostenflottille: im Mai 1944 aus der Hafenschutzflottille Sandnessjöen (vom Seekommandanten Sandnessjöen) aufgestellt
- 11. U-Bootsjagdflottille: vom Admiral der Norwegischen Westküste
- 4. Minensuchflottille: vom Admiral der Norwegischen Nordküste

### Verbandschefs
- Korvettenkapitän d. R. Karl Wilhelm Müssen (vormals Chef der 59. Vorpostenflottille): von Mai 1944 bis April 1945
- Korvettenkapitän Hans von Quednow: April/Mai 1945

## 4. Küstensicherungsverband
Der 4. Küstensicherungsverband wurde im Mai 1944 aus dem Küstensicherungsverband Norwegische Nordküste aufgestellt und hatte sein Quartier in Ålesund. Die Unterstellung erfolgte unter den Admiral Norwegische Nordküste.

### Gliederung
- 57. Vorpostenflottille: vom Küstensicherungsverband Norwegische Nordküste
- 64. Vorpostenflottille: im Juni 1944 aus der Hafenschutzflottille Drontheim (vom Seekommandanten Drontheim) aufgestellt
- 68. Vorpostenflottille: im Mai 1944 aus der Hafenschutzflottille Molde (vom Seekommandanten Molde) aufgestellt
- 5. Räumbootsflottille: vom Admiral der Norwegischen Nordküste nach dem Krieg Einsatz in der 4. Minenräumdivision des Deutschen Minenräumdienstes
- 56. Minensuchflottille: vom Küstensicherungsverband Norwegische Nordküste
- Minenräumschiff 4: vom Küstensicherungsverband Norwegische Nordküste

### Verbandschefs
- Fregattenkapitän Paul Morgenstern (vormals Chef des Küstensicherungsverbands Norwegische Nordküste)
- Korvettenkapitän/Fregattenkapitän Karl Vaihinger: September/Oktober 1944 in Vertretung, anschließend bis Kriegsende Chef der 64. Vorpostenflottille

## 5. Küstensicherungsverband
Der 5. Küstensicherungsverband wurde im Mai 1944 aus dem Küstensicherungsverband Norwegische Westküste aufgestellt und hatte sein Hauptquartier in Bergen. Die Unterstellung erfolgte unter den Admiral Norwegische Westküste.

### Gliederung
- 51. Vorpostenflottille: vom Küstensicherungsverband Norwegische Westküste
- 53. Vorpostenflottille: vom Küstensicherungsverband Norwegische Westküste
- 21. Räumbootsflottille
- 17. U-Bootsjagdflottille: vom Admiral der Norwegischen Westküste
- 23. Minensuchflottille: vom Admiral der Norwegischen Westküste
- 52. Minensuchflottille: vom Küstensicherungsverband Norwegische Westküste

### Verbandschefs
- Fregattenkapitän Dietrich von Brixen (vormals Chef der Hafenschutzflottille Bergen): von Mai 1944 bis Januar 1945 (zwischenzeitlich erkrankt)
- Korvettenkapitän d. R. Hermann Polenz: von Oktober 1944 bis Januar 1945 in Vertretung
- Fregattenkapitän d. R./Kapitän zur See d. R. Karl Diederichs (ehemaliger Führer der 7. Sicherungs-Division): von Januar 1945 bis Kriegsende

## 6. Küstensicherungsverband
Der 6. Küstensicherungsverband wurde im Mai 1944 aus dem Küstensicherungsverband Norwegische Westküste aufgestellt und hatte sein Hauptquartier in Kristiansand-Süd. Die Unterstellung erfolgte unter den Admiral Norwegische Westküste.

### Gliederung
- 15. Vorpostenflottille
- 55. Vorpostenflottille: vom Küstensicherungsverband Norwegische Westküste
- 16. Räumbootsflottille: im Oktober 1944 aufgestellt
- 30. Minensuchflottille: vom Admiral der Norwegischen Westküste
- 54. Minensuchflottille: vom Küstensicherungsverband Norwegische Westküste

### Verbandschefs
- Fregattenkapitän d. R. Friedrich Uebe (vormals Chef der 30. Minensuchflottille): von Mai 1944 bis Februar 1945
- Fregattenkapitän d. R. Hans-Otto Philipp (vormals Chef des 1. Küstensicherungsverbands): von Februar 1945 bis Kriegsende